# کن ویک (واشینگتن)
کن ویک (به انگلیسی: Kennewick) شهری در شهرستان بنتون، ایالت واشنگتن است که در سرشماری سال ۲۰۱۰ میلادی، ۷۳۹۱۷ نفر جمعیت داشته‌است. 